# Préfecture de Mamou
La préfecture de Mamou est une subdivision administrative de la région de Mamou, en Guinée. Son chef-lieu est la ville de la Mamou.

## Subdivision administrative
La préfecture de Mamou est subdivisée en quatorze (14) sous-préfectures: Mamou-Centre, Bouliwel, Dounet, Gongoret, Kégnéko, Konkouré, Nyagara, Ouré-Kaba, Porédaka, Saramoussaya, Soyah, Téguéréya, Timbo et Tolo.

## Géographie
La préfecture est limitée : au sud par la Sierra Leone ; au nord par la préfecture de Tougué et celle de Dalaba ; à l’est par les préfectures de Faranah et Dabola ; à l’ouest par celle de Kindia.    
Son unité géomorphologique est caractérisée par des hauts plateaux du Fouta-Djallon dont les sols sont : des « bowés » (sols latéritiques), sols peu différenciés sur cuirasse ferrugineuse, ferralitiques non différenciés dont la couleur dominante est jaune beige.
Les peuls, les dialonkés, et une minorité de malinkés, soussou et des forestiers sont les principales ethnies de la préfecture.
Les activités économiques les plus pratiquées sont : l’artisanat, la production des fruits et légumes, l’élevage extensif et une partie de la production agricole dont : le fonio, le taro, la patate douce, l’arachide, le maïs, le manioc et un peu de riz.
Aussi, c’est une région à position géographique privilégiée, de carrefour entre les différentes régions du pays et entre les pays frontaliers du nord et du sud. La production nationale est particulièrement importante pour certaines spéculations : pomme de terre, oignons, maïs, et fonio, selon la stratégie nationale de sécurité alimentaire.

## Population

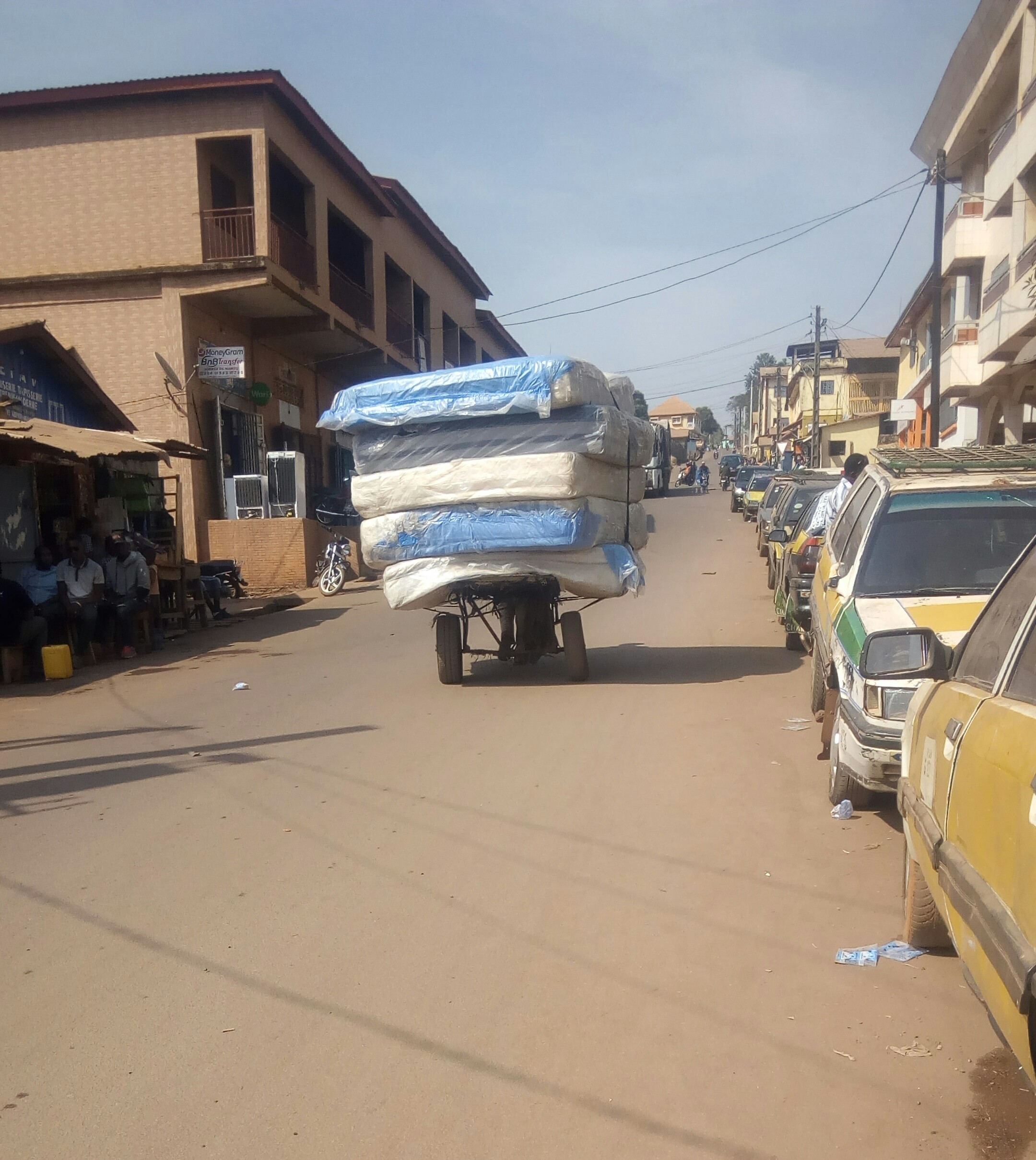
Entre du Grand Marché de Mamou

En 2016, le nombre d'habitants de la préfecture a été estimé à 340 956, selon une extrapolation officielle du recensement de 2014 qui en avait dénombré 318 981.